# Constant Duclos
Pour les articles homonymes, voir Duclos.
Constant Duclos, né à Fougères le 6 avril 1885, décédé à Romorantin-Lanthenay le 15 juin 1962 à l'âge de 77 ans, est un marin français qui a effectué les premiers sauts en parachute de l'Armée française.

## Biographie

### Jeunesse et famille
Constant, Joseph, Alexandre Duclos naît le 6 avril 1885 à Fougères, Ille-et-Vilaine. Sa famille est peu aisée, son père Constant, Alexandre, Marie Duclos (1860-1887) ainsi que sa mère Joséphine, Thérèse Gavard (1858-1901) sont chaussonniers.
Constant Duclos n'a pas encore deux ans quand il perd son père. Il est élevé seul par sa mère qui décède à l'âge de 43 ans, il a alors tout juste 16 ans.
Attiré par la mer, c'est tout naturellement qu'il entre dans la Marine marchande. Constant Duclos est inscrit provisoire sous le no 1306, avec le consentement de son tuteur, le 6 mars 1902 devant le Maire de La Chapelle-Janson, Ille-et-Vilaine. Il y effectue 20 mois et 20 jours de service : du 6 mars 1902 au 18 mars 1903 à bord du brick-goélette «Saint-Michel» puis sur la goélette «Courlis» de l'armement Thomazeau de Saint-Malo. Le 20 avril 1903, il embarque à Dunkerque sur le quatre-mâts barque «Antoinette» de l'armement Bordes jusqu'au 10 octobre 1903. Ce jour-là, il embarque sur le trois-mâts carré «Duquesne» de la Compagnie Maritime Française. Il en débarque clandestinement à Philadelphie aux États-Unis, le 21 mars 1904. À quai, se trouve le «Carradale», un quatre-mâts barque battant pavillon britannique, sur lequel Constant Duclos embarque jusqu'à son retour en France en avril 1906.

### Service militaire
Le 11 avril 1906, le service militaire l'appelle (classe 1905 - recrutement en 1906, canton de Fougères nord (Ille-et-Vilaine) à la suite d'une révision sous le matricule no 772). Constant Duclos s'engage alors pour 4 ans dans la Marine nationale. Inscrit maritime définitif quartier de Saint-Malo sous le no 283, il est levé comme matelot de 3e classe au 2e dépôt de Brest le 12 avril 1906. Il y restera jusqu'au 1er juillet 1906, date à laquelle, il embarque sur le transport aviso «Saône» école des gabiers de Brest.
Constant Duclos, nommé matelot de 2e classe breveté Gabier le 1er mars 1907, quitte le transport aviso «Saône» pour embarquer sur le cuirassé d'escadre Henri IV jusqu'au 1er octobre 1907.
Du 1 au 13 octobre 1907, Constant Duclos est à terre au 1er dépôt de Cherbourg.
De mi-octobre 1907 jusqu'au 5 février 1910, il embarque sur le croiseur de 2e classe «Friant». Sur ce navire, entre 1908 et 1910, Constant Duclos participe à trois campagnes de guerre au Maroc. À ce titre, la Médaille commémorative du Maroc «agrafe Maroc» lui est décernée. Un certificat de bonne conduite et de capacité lui est attribué le 5 février 1910 par le commandant de ce navire, le capitaine de frégate M. Bernard.
Du 6 février au 6 mars 1910, Constant Duclos se retrouve sur le croiseur de 3e classe «Cosmao».
Enfin, du 6 mars au 12 mars 1910, il est affecté au 4e dépôt de Brest, avant d'être placé en congé illimité de fin de service comme «soutien de famille».

### Établissements Godard «de la Marine aux ballons captifs»
Fin mars 1910, Constant Duclos entre aux établissements de constructions aéronautiques de Paris «Établissements Godard» à Saint-Ouen (Seine). Rapidement ses qualités de gabier sont remarquées. De mai à septembre 1910, il est envoyé en mission en Belgique, à Bruxelles, auprès de Robert Goldschmidt, pour participer à la construction et à la mise au point du dirigeable le «Belgique III».
Le 7 janvier 1911, Constant Duclos se marie à Saint-Ouen (Seine) avec une fille de son pays natal Marie, Thérèse, Constance Nouveau (1888-1955) et reconnaît sa fille Marie, Constance, née hors mariage le 18 décembre 1910 à Paris 18e. Deux autres enfants naîtront de cette union, Marcel, Victor né à Paris 10e le 31 juillet 1912 et Maurice, Marcel né le 30 juillet 1924 à Paris 10e également.
Toujours employé aux Établissements Godard à Saint-Ouen (Seine), du 29 juin au 9 juillet 1914, Constant Duclos effectue une deuxième période d'exercices au 2e dépôt des équipages de la flotte à Brest (dispensé de la première période en tant que soutien de famille).

### 2 août 1914, «mobilisation générale»
La guerre éclate, Constant Duclos est mobilisé au 1er régiment de fusiliers marinsdu 3 août au 5 avril 1915. D'août à la fin de l'année 1914, il participe avec la brigade de l'amiral Ronarc'h à la bataille de l'Yser et à la bataille de Dixmude. Constant Duclos fera partie des rares survivants de son unité. Il se voit décerner la médaille de l'Yser et la croix flamande des 3 cités "agrafe Dixmude".

### Fabrication d'un parachute
Le 5 avril 1915, Constant Duclos est versé à l'Établissement central du matériel aéronautique militaire «Génie» de Chalais-Meudon. Du fait de sa grande expérience en matière de toiles, voilures et cordages, il travaille aux côtés du lieutenant Jumesch et du capitaine Letourneur qui cherchent à mettre au point un parachute pour endiguer les nombreuses pertes d'aérostier, les ballons étant la cible des Allemands. Grâce au concours de Constant Duclos, un parachute expérimental est fabriqué et les essais peuvent commencer avec un sac de sable et cela fonctionne.
«  L'engin est plié dans une enveloppe de toile fixée à l'extérieur de la nacelle et reliée par un solide «bout» de trois mètres de long au harnais ceinturant le sac de sable, lequel en tombant, extrait le parachute; une chambre à air gonflée aide le parachute à se déployer dès sa sortie du sac. Plusieurs essais sont réussis devant un groupe d'aérostiers mais, malgré la peur de périr brûlés, ceux-ci ne sont pas convaincus de confier leur vie à cet appareil inconnu d'eux et d'aspect si fragile »
— Jacques Maugard, ancien de l'aéronautique navale, chercheur aux archives de la Marine Nationale
Constant Duclos, sûr du matériel qu'il a construit, se porte volontaire auprès du lieutenant Jumesch pour se substituer au sac de sable. Le lieutenant Jumesch accepte, Constant Duclos va donc sauter.

### Sauts en parachute
Le prototype est testé par Constant Duclos, un fusilier marin affecté à Chalais-Meudon. Ce dernier effectue ainsi à Courtellemont (ville disparue sous les bombardements), le 17 novembre 1915 à 16 h à 300 m d'altitude, l'un des tout premiers sauts en parachute de l'histoire militaire française, Il lui faudra 4 longues minutes pour atteindre le sol.
Entre le 17 novembre et le 21 décembre 1915, Constant Duclos effectue une tournée de démonstration qui le conduit dans toutes les compagnies d'aérostiers du front. En un mois, il saute vingt fois. Certains sauts sont réalisés à 1000 m d'altitude.
Fraîchement nommé quartier-maître de 2e classe de manœuvre, le 3 avril 1916, Constant Duclos exécute deux sauts d'homologation devant la 3e sous-commission de l'aéronautique (aréopage d'officiers et de techniciens). Le premier saut est plus que concluant mais ces militaires, appelés à prendre une décision capitale, sont indécis. Pour être sûr de leur décision, il effectue une deuxième descente en fumant le gros cigare qu'un des officiers lui avait offert à l'issue de son premier saut.
Sa désinvolture et la sûreté de ses deux descentes l'emportent, le parachute est homologué. Sa construction en série peut être entamée.
Constant Duclos a effectué en tout vingt-trois sauts en parachute, établissant ainsi le record du plus grand nombre de sauts en parachute de la Première Guerre mondiale.
Pour cet exploit, Constant Duclos est cité à l'ordre du Grand Quartier Général par le chef du service aéronautique sous le n° 10.448 pour « le bel exemple de courage qu'il a donné à ses camarades en se jetant en parachute de la nacelle d'un ballon captif d'une hauteur de 300 m ».
Il se voit également décerner :
- La Médaille militaire par arrêté ministériel du 16 mars 1917 pour prendre rang au 15 mars 1917 avec la citation suivante : « a fait preuve, depuis le début des hostilités, d'un esprit admirable de bravoure et d'un grand mépris du danger, en exécutant des expériences périlleuses de descente en parachute »,.
- La Croix de guerre 1914-1918 avec palme également à la date du 15 mars 1917.
Le 14 juin 1916, c'en est fini pour les ballons ainsi que pour les sauts en parachute, Constant Duclos se consacre à l'aviation.

### L'aviation maritime
Le 14 juin 1916, Constant Duclos entre au 1er groupe d'aviation à Dijon comme élève pilote d'aéroplane, puis à l'école d'aviation de Chartres le 19 juillet 1916. Il obtient le brevet d'Aviateur Militaire (brevet de pilote no 4607) division MF «Maurice Farman» le 25 septembre 1916.
Constant Duclos effectue un stage de perfectionnement à l'école de Châteauroux du 28 septembre au 1er novembre 1916. Le 3 novembre 1916, il obtient le brevet de pilote-aviateur de la Fédération Aéronautique Internationale (brevet FAI no 4.762).
Constant Duclos est ensuite affecté au Centre d'Aviation Maritime de Saint-Raphaël du 13 novembre au 20 février 1917. Il y obtient le brevet de pilote d'hydravion en février 1917 (brevet no 170).
Du 20 février 1917 au 20 février 1918, Constant Duclos est muté au CAM de Dunkerque en tant que pilote d'hydravion de reconnaissance. Il est nommé Second-maître le 1er juillet 1917. Constant Duclos obtient un certificat de bonne conduite et de capacité «comme pilote d'hydravion de reconnaissance» délivré le 20 février 1918 par le commandant par intérim du CAM de Dunkerque, l'enseigne de vaisseau de 1re classe Léon Ramade.
 Du 20 février 1918 à fin décembre 1918, Constant Duclos est muté au CAM du Havre . Enfin du 1er janvier 1919 au 17 février 1919, il est envoyé au Groupement d'Aviation Captif de Cherbourg.
Le 17 février 1919, Constant Duclos est placé en congé illimité «fin de mobilisation» et est versé au 31e Régiment d'Aviation d'Observation de Tours. Il se retire au 106 avenue des Batignolles à Saint-Ouen (Seine) où se trouve sa famille et reprend ses activités aux Établissements Godard à Saint-Ouen (Seine).

### L'Après Guerre
Entre 1922 et 1924, Constant Duclos effectue plusieurs périodes d'entraînement volontaire de pilote à l'entrepôt spécial d'aviation n°1 de Villacoublay.
 En 1925, Constant Duclos quitte la Région Parisienne pour s'installer, avec toute sa famille, impasse Saint-Barthélémy à Romorantin (Loir-et-Cher) et entre à l'entrepôt spécial de l'Armée de l'air no 4 de Pruniers-en-Sologne (Loir-et-Cher) en qualité d'agent de maîtrise.
 D'avril 1926 à avril 1929, il effectue de nombreuses périodes d'entraînement volontaire au Magasin Général d'Aviation no 4 annexe d'Orly, mais également au 31e Régiment d'Aviation de Tours.
 Le 20 juillet 1928, Constant Duclos est nommé sergent-chef de réserve «Pilote d'aviation». Le 27 juin 1930, il est affecté dans la réserve au 9e Groupe d'Ouvriers Aéronautiques. Enfin, le 26 novembre 1931, Constant Duclos est rayé des contrôles des personnels navigants des forces aériennes et est placé sans affectation.
 Constant Duclos totalise 565 heures de vol dont 472 dans l'aviation maritime et militaire ainsi que 93 heures effectuées en neuf périodes de volontaire de 1922 à 1930.
 Le 15 mai 1936, un rapport motivé des titres de M.Constant Duclos est rédigé par le Lieutenant-colonel Morel, Directeur de l'entrepôt spécial de l'Armée de l'air no 4 de Pruniers-en-Sologne (Loir-et-Cher).
 Le 5 août 1936, Constant Duclos est nommé, sur proposition de Ministre de l'Air, dans l'ordre national de la Légion d'honneur (contingent normal), au grade de chevalier de la Légion d'honneur, publié au Journal Officiel no 184 du 7 août 1936. Constant Duclos totalise à cette date, 28 ans, 10 mois, 14 jours de services civils et militaires.
 Retraité en qualité de technicien d'étude et de fabrication au titre de l'aéronautique, Constant Duclos fonde le 5 décembre 1947, l'Amicale des anciens cols bleus de Romorantin (Loir-et-Cher). Quelque temps plus tard, il est nommé président d'honneur à vie de cette association qui regroupe, à cette date, environ 120 membres.

## Hommages posthumes
Constant Duclos décède le 15 juin 1962 à l'âge de 77 ans. Il repose au cimetière Saint-Roch de Romorantin-Lanthenay (Loir-et-Cher) allée K79.
Constant Duclos est promu officier de la Légion d'honneur (à titre posthume) le 3 mai 1963 par décret du président de la République publié au journal officiel no 108 du 8 mai 1963, en tant que second maître pilote de l'Aéronautique navale (équipage de la flotte), sur proposition du ministre de la Défense.
 Depuis 1988, il existe un square Constant-Duclos à Fougères, Ille-et-Vilaine et, à la suite d'une décision du Conseil Municipal de Romorantin-Lanthenay (Loir-et-Cher) en date du 8 décembre 2009, une rue Constant-Duclos est créée à Romorantin-Lanthenay.

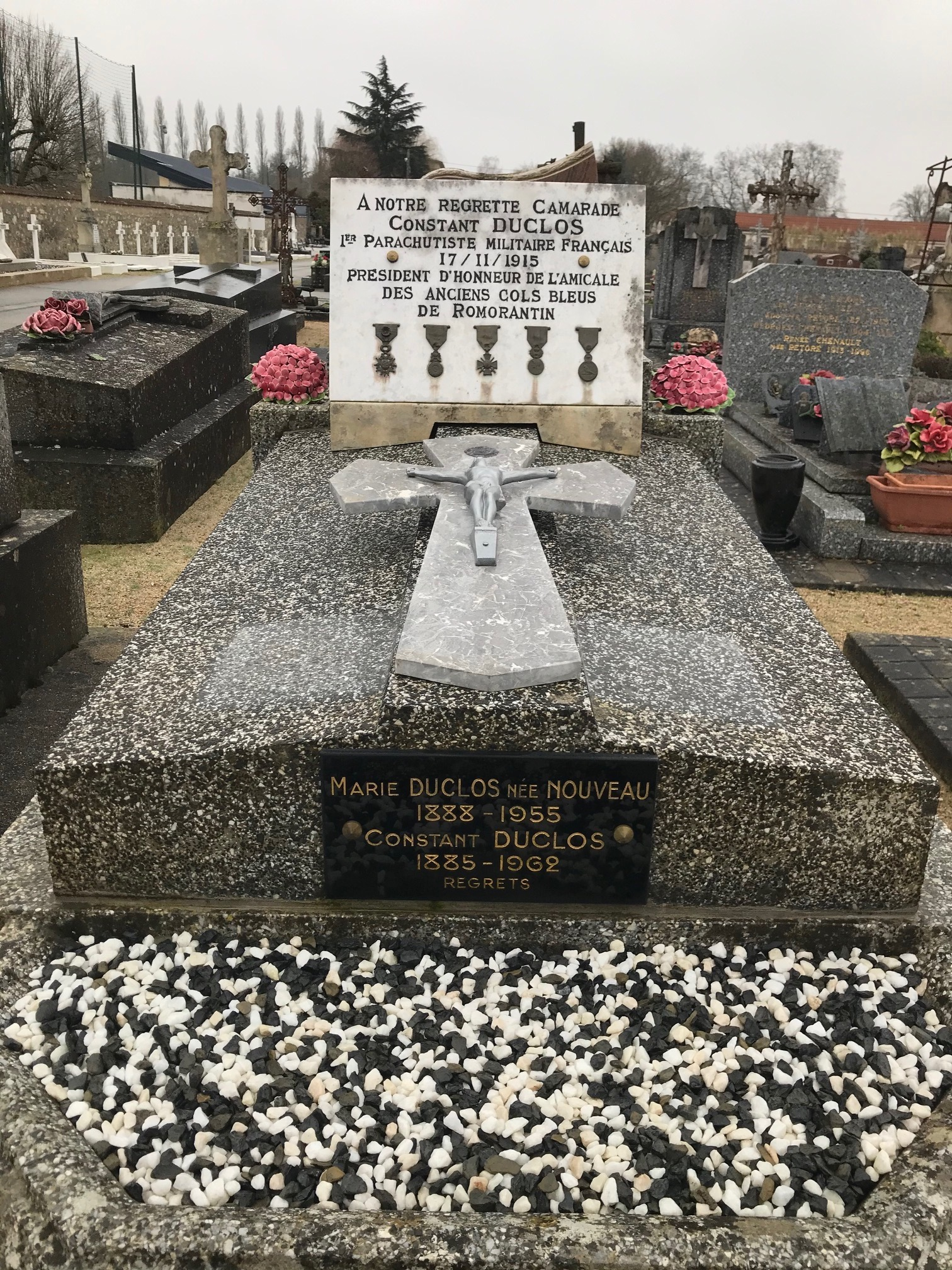
Tombe de Constant Duclos